# Rhinocricus bombonus
Rhinocricus bombonus är en mångfotingart som beskrevs av Chamberlin 1941. Rhinocricus bombonus ingår i släktet Rhinocricus och familjen Rhinocricidae. Inga underarter finns listade i Catalogue of Life.